# Jahangir
Nur-ud-Din Salim Jahangir (Fatehpur Sikri, 20 de setembre de 1569(calendari gregorià) - Rajauri, 8 de novembre de 1627(calendari gregorià)) fou emperador de l'Imperi Mogol del 1605 al 1627. Jahangir vol dir ‘Conqueridor del Món’ en persa i Nur-ad-Din vol dir ‘Llum de la Fe’ en àrab. El seu nom de naixement fou Shaykh Muhammad Salim (el seu pare li deia Shaykhu Baba) i era el fill més gran sobrevivent d'Akbar (altres dos germans més grans, Hasan i Husayn, havien mort infants) tingut amb Miryam al-Zamani.
Va rebre una educació acurada i va aprendre el persa, el turc, l'àrab i l'urdú, i ciències com la història, l'aritmètica i la geografia, entre d'altres. Va ser nomenat mansabdar de deu mil, el més alt grau militar després de l'emperador, vers 1581, sent elevat a mansabdar de dotze mil el 1585 quan fou promès a la seva cosina Manbhawati Bai, filla de Bhagwan Das d'Amber (cunyat de Akbar com a germà de la seva dona Rajkumari Hira Kunwari (Miryam al-Zamani). Es va casar amb Manbhawati Bai el 13 de febrer de 1585 i van tenir un fill, el príncep Khusraw Mirza. Més tard Jahangir es va casar amb altres dones de la noblesa mogul i rajput i amb la princesa Jagat Gosain (Manmati) va tenir al príncep Khurram (Shah Jahan) el seu successor. En total al seu harem hi va haver més de 800 dones.

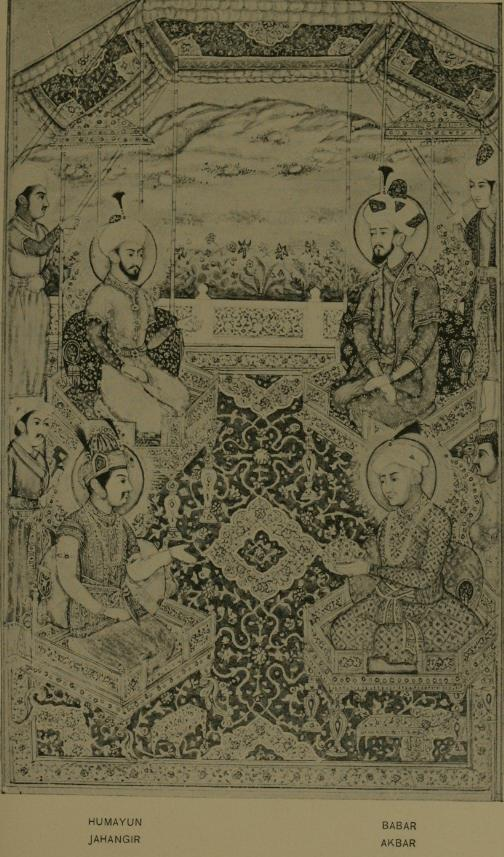
Jahangir i Akbar

El 1592 Akbar es va posar malalt i va acusar al príncep d'haver-lo volgut enverinar. Això va enverinar les relacions entre pare i fill. El 1599 aprofitant una expedició d'Akbar, el príncep es va revoltar a Allahabad i es va proclamar emperador. Akbar va haver de retornar a Agra per restaurar l'orde i va pensar en el net Khusraw Mirza com a successor. Una pretesa amant del príncep, Aberkali (la tomba de la qual es conserva a Lahore, mausoleu construït probablement el 1615) fou emparedada viva per orde d'Akbar, no és clar si a conseqüència de la revolta, o aquesta es va produir per aquesta brutalitat d'Akbar.
Akbar va acabar perdonant al seu fill, però aquest no va perdonar al pare i el 1601 es va revoltar altre cop i va avançar cap a Agra amb un exèrcit, però Akbar li va fer front i el rebel es va retirar a Allahabad i va establir una cort amb tots els elements propis de la cort imperial. El 1602 el ministre d'Akbar Abu l-Fadl, al que el príncep considerava origen de la seva desgràcia davant el seu pare, fou atacat (quan tornava de Dèccan) pel cap bundella Bir Singh, fidel al príncep, i fou assassinat.
Mort Akbar, vuit dies després Jahangir va pujar al tron el 3 de novembre de 1605, quan tenia 36 anys. El seu fill Khusraw Mirza, al·legant la voluntat d'Akbar, es va revoltar però fou derrotat el 1606 i confinat al fort d'Agra. Khusraw tenia el suport dels sikhs de Panjab i el cap d'aquestos, Guru Arjun, fou executat. El 1607 quatre caps militars van intentar un cop d'estat aprofitant que Jahangir era en campanya a Kabul, però van fracassar i foren executats; Khusraw, considerat l'instigador, fou cegat.
El maig del 1611 Jahangir es va casar amb la bonica i intel·ligent Mihr al-Nisa (més coneguda pel seu posterior títol de Nur Jahan), abans casada amb Sher Kuli Khan Istajlu conegut com a Shir Afkan i filla de Ghiyat Bey Itimad al-Dawla; el marit fou assassinat potser per orde de Jahangir però no està provat. Per aquesta reina va sentir un amor apassionat. Després del matrimoni la reina es va anar apoderant lentament de tot el poder. El seu nom fou inscrit a les monedes d'or. La reina era xiïta i el savi Nur Allah al-Shushtari, cadi de Lahore, que secretament era xiïta, va començar a dictar normes religioses que molestaven als sunnites i que aparentment tenien el suport de la reina. Això va provocar una conspiració a la cort en contra del cadi, acusat de ser xiïta i finalment fou executat per orde de l'emperador. També va fer empresonar a Gwalior al Shaykh Ahmad Shirhindi acusat d'impostor pels seus escrits coneguts com a Maktubat, però el va alliberar al cap d'un any.
El 1622 el fill Khurram fou enviat contra la coalició d'estat del Dèccan: Ahmednagar, Bijapur i Golconda als que va derrotar. Aquest mateix any Khurram va aconseguir l'execució del seu germà Khusraw, possible rival al tron. En aquest moment Abbas I el Gran, el xa de la dinastia safàvida de Pèrsia va atacar Kandahar i kurram no la va voler anar a defensar, per por que en la seva absència la reina Nur Jahan, que afavoria com a hereu el seu gendre Shahriyar en contra de Khurram (Shah Jahan) no guanyés posicions, i això va causar la pèrdua de la ciutat a mans dels perses; el 1623 Khurram es va revoltar obertament i la rebel·lió es va estendre per tot l'imperi però finalment el general Mahabat Khan el va obligar a rendir-se (març de 1626). Mahabat llavors va intentar eliminar la influència de Nur Jahan i del germà d'aquesta Asaf Khan. Per un moment se'n va sortir i Asaf Khan va fugir, però més tard es va reunir altre cop amb Mahabat Khan a Kabul i va portar la confusió entre els partidaris de l'emperador. Mahabat Khan va fugir llavors i es va aliar a Khurram, i Nur Jahan, amb la influència recuperada, va fer nomenar Khan-i Jahan Lodi com a comandant en cap i li va encarregar sotmetre als rebels.
Abans de poder liquidar la revolta Jahangir va morir quan anava de Rajwari a Bhimbar el 8 de novembre de 1627. Fou enterrat a Shahdara Bagh, als defores de Lahore. Khurram fou reconegut emperador com a Xa Jahan.
Va escriure una autobiografia amb molts detalls científics i històrics, titulada Tuzk-e-Jahangiri, coneguda com a Jahangirnama. Va protegir la pintura i altres arts i fou lliberal en llibertat religiosa. Entre les seves conquestes, que van arribar fins a Assam i el districte de Kistwar a Caixmir, cal esmentar el final d'un segle de lluita a Mewar i contra els rajputs. Va conquerir (1620) el fort de Kangra, el setge del qual va durar 14 mesos, on el seu pare havia fracassat.